# Josh McDermitt
Joshua Matthew Michael "Josh" McDermitt (Phoenix, 4 giugno 1978) è un attore e comico statunitense.
Conosciuto specialmente per aver interpretato il ruolo di Eugene Porter nella serie televisiva The Walking Dead.

## Biografia
Cresciuto a Phoenix, Arizona, McDermitt ha discendenze olandesi e portoghesi. Attualmente vive a Los Angeles, California, ed è membro di un gruppo di improvvisazione comica di nome Robert Downey Jr Jr. L'attore è anche pilota qualificato di mongolfiere.

## Carriera
McDermitt ha iniziato la carriera nel mondo dello spettacolo fortuitamente, chiamando in modo ripetuto un programma radiofonico locale di Phoenix, Tim & Willy, per fare scherzi telefonici nei panni di persone diverse. Successivamente ha iniziato a lavorare come produttore radiofonico insieme ai creatori dello show, trasferendosi in radio maggiori quali KNIX-FM e KMLE.
Nel 2006 è apparso come concorrente nel talent show comico Last Comic Standing, dove è arrivato nella semifinale, prima di approdare alla vera recitazione con il film per la televisione Rehab for Rejects del 2009. Uno dei suoi ruoli prominenti è stato quello di Brandon nella sitcom del canale TV Land Vi presento i miei, andata in onda per due stagioni nel 2011 e nel 2012 prima di essere cancellata. A ottobre del 2013 i produttori della serie televisiva dell'AMC The Walking Dead hanno annunciato l'inserimento di McDermitt nel cast per la quarta stagione della saga, nel ruolo del personaggio di Eugene Porter. Il suo personaggio è stato promosso a un ruolo regolare nella quinta stagione.

## Filmografia

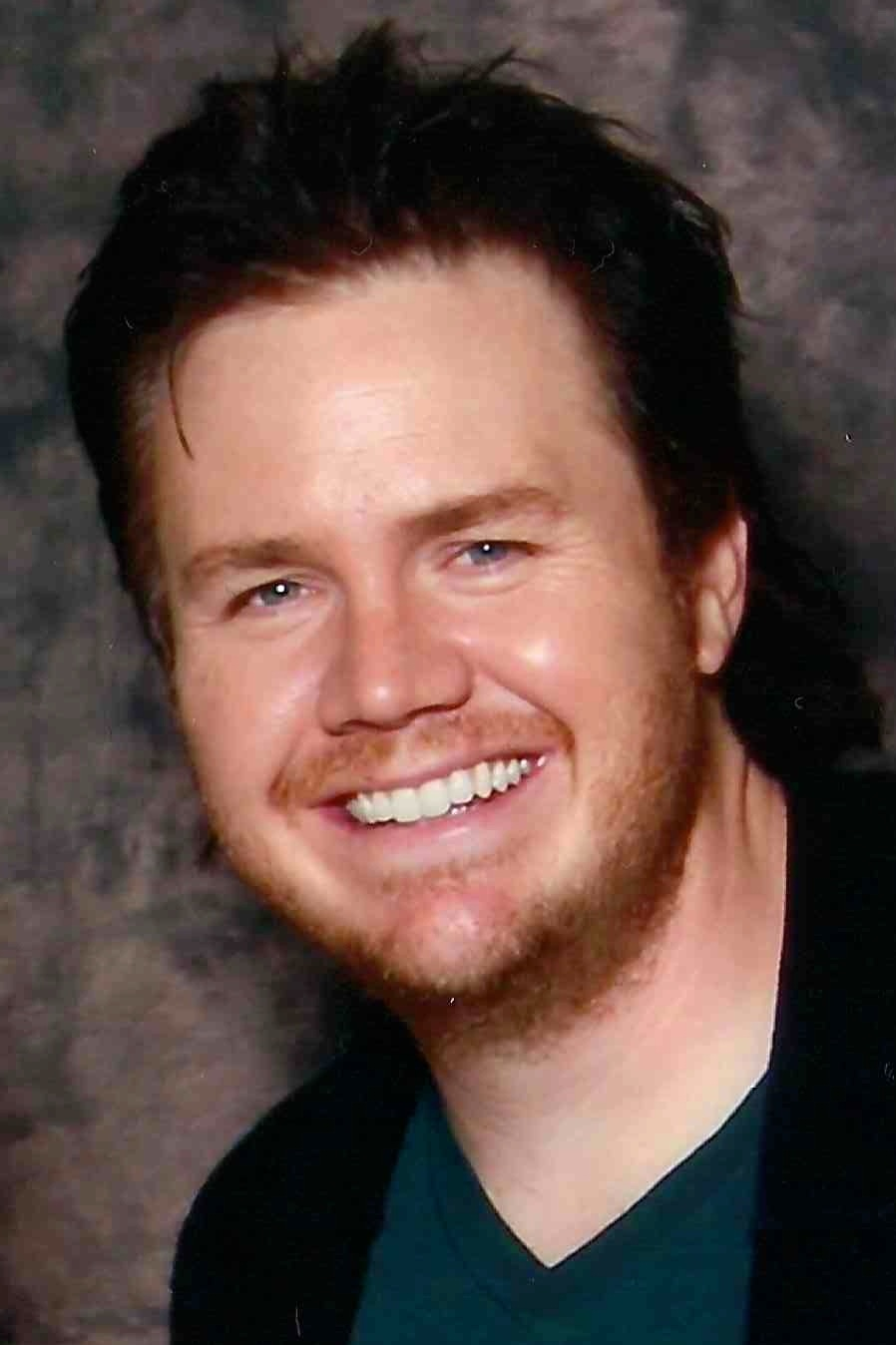
Josh McDermitt nel 2014

### Cinema
- Madison Hall, regia di Jared Scott Mercier (2009)
- Life in Color, regia di Katharine Emmer (2015)
- Middle Man, regia di Ned Crowley (2016)

### Televisione
- Rehab for Rejects, regia di Jacob Cooney – film TV (2009)
- Vi presento i miei (Retired at 35) – serie TV, 20 episodi (2011-2012)
- King of Van Nuys, regia di Ted Wass – film TV (2012)
- Work it – serie TV, episodi 1x01-1x07 (2012)
- The Walking Dead – serie TV  85 episodi (2014-2022)
- Mad Men – serie TV, episodi 7x04-7x07 (2014)
- Angie Tribeca – serie TV, episodio 2x09 (2016)
- Twin Peaks – serie TV, episodio 1x03 (2017)
- The Kids Are Alright – serie TV, episodio 1x21 (2019)
- The Loudest Voice - Sesso e potere (The Loudest Voice) – miniserie TV, puntata 4 (2019)
- Suits LA – serie TV, 12 episodi (2025)
- The Righteous Gemstones – serie TV, episodio 4x01 (2025)

### Cortometraggi
- Iron Man 2 Table Read, regia di Jason Axinn (2010)
- The Pitch, regia di Ravi Gahunia (2010)
- Spirit Day, regia di Ravi Gahunia (2012)
- The Third Wheel, regia di Adam Lustick (2013)

## Doppiatori italiani
Nelle versioni in italiano delle opere in cui ha recitato, Josh McDermitt è stato doppiato da:
- Alessandro Quarta in Vi presento i miei
- David Chevalier in The Walking Dead
- Pierluigi Astore in Mad Men
- Stefano Alessandroni in Angie Tribeca